# Erie Motor Car Company
Erie Motor Car Company war ein US-amerikanischer Hersteller von Automobilen.

## Unternehmensgeschichte
Das Unternehmen wurde am 20. April 1916 in Painesville in Ohio gegründet. Frank Meket war Präsident, W. E. Brown Generalmanager und H. Percy Sekretär und Schatzmeister. Percy war vorher Verkaufsagent für die Vulcan Manufacturing Company. Sie übernahmen Vulcan und reparierten diese Fahrzeuge. Außerdem begann die Produktion von eigenen Automobilen. Der Markenname lautete Erie. Während des Ersten Weltkriegs entstanden auch Lastkraftwagen. 1919 endete die Produktion.
Es gab keine Verbindung zur Erie Motor Carriage and Manufacturing Company, die ein paar Jahre vorher den gleichen Markennamen benutzte.

## Fahrzeuge
Die Fahrzeuge hatten einen wassergekühlten Vierzylindermotor mit 33 PS Leistung. Das Fahrgestell hatte 300 cm Radstand. Model 33 war als fünfsitziger Tourenwagen karosseriert und Model 34 als zweisitziger Roadster.
Ende 1919 wurde ein wesentlich teureres Vierzylindermodell angekündigt, aber offensichtlich nicht mehr hergestellt.

## Modellübersicht
| Jahr      | Modell   | Zylinder | Leistung (PS) | Radstand (cm) | Aufbau               |
| --------- | -------- | -------- | ------------- | ------------- | -------------------- |
| 1916–1919 | Model 33 | 4        | 33            | 300           | Tourenwagen 5-sitzig |
| 1916–1919 | Model 34 | 4        | 33            | 300           | Roadster 2-sitzig    |